# E. Louvet
E. Louvet war ein französischer Hersteller von Automobilen.

## Unternehmensgeschichte
Das Unternehmen aus Courbevoie begann 1908 mit der Produktion von Automobilen. Der Markenname lautete Louvet. 1914 endete die Produktion.

## Fahrzeuge
Soweit bekannt, entstand nur ein Modell. Für den Antrieb sorgte ein Vierzylindermotor von Chapuis-Dornier.
Ein Fahrzeug dieses Herstellers existiert noch. Es verfügt über eine Karosserie mit zwei Sitzen plus Notsitz.